# Rick Parfitt
Richard John Parfitt (Woking, 12 ottobre 1948 – Marbella, 24 dicembre 2016) è stato un cantante e chitarrista inglese, membro della rock band Status Quo.

## Biografia
Visse la sua infanzia in ambiente familiare vicino alla musica (la madre era una buona suonatrice di pianoforte) e cominciò a suonare la chitarra all'età di dieci anni. Imparati i primi accordi, si esercitò con sempre maggiore impegno nello studio dello strumento assumendo come modelli da imitare band come gli Shadows e gli Everly Brothers e, a partire dall'età di undici anni, cominciò a partecipare con successo ad alcune gare locali per piccoli chitarristi di talento. Creò anche un suo gruppo, gli “Highlights”, un trio formato insieme a due ragazze gemelle e cominciò ad esibirsi con sempre più frequenza in piccoli club e villaggi estivi usando lo pseudonimo di “Rick Harrison”.

All'età di sedici anni avvenne l'incontro che segnò la svolta della sua vita. Recatosi presso il campo vacanze di Butlin's Minehead per alcuni spettacoli col suo gruppo, nell'estate del 1965 vi incontrò gli Spectres, un'altra band di imberbi adolescenti capitanati dal quindicenne Francis Rossi, coi quali fece amicizia col proposito di restare in contatto per alcuni progetti futuri. Nel frattempo, decise di votarsi completamente alla musica e, sebbene il padre cercasse in ogni modo di dissuaderlo, lasciò la scuola senza conseguire il diploma. Sciolto il suo gruppo, si unì agli Spectres (nel frattempo ridenominati “Traffic Jam” e poi, definitivamente, “Status Quo”) nel 1967. Da allora costituì, per ben 49 anni, una delle coppie più inossidabili della storia del rock insieme all'altro chitarrista della band, Francis Rossi.

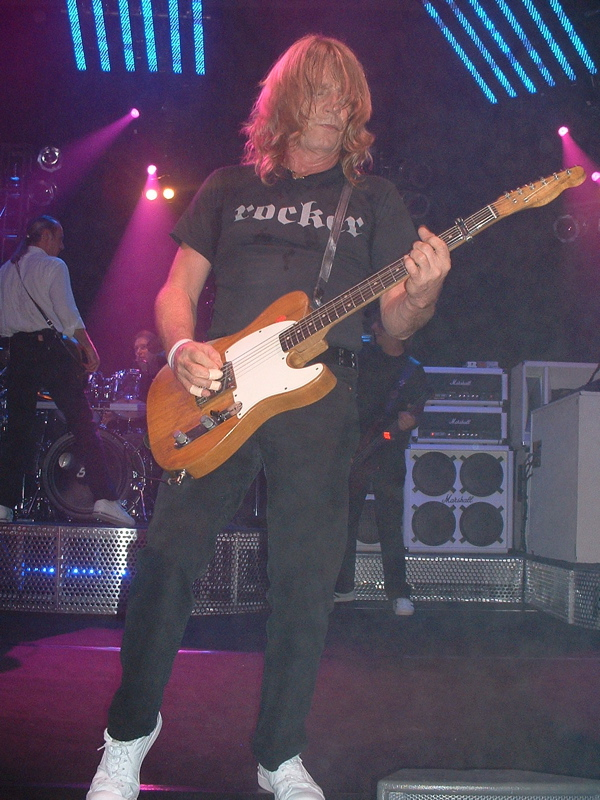
Rick Parfitt durante un concerto.

Sposatosi nel 1973, proseguì la sua carriera con gli Status Quo passando da un successo all'altro, ma anche cedendo ad un consumo sempre più eccessivo di alcol, cocaina ed altre sostanze stupefacenti. Ad una vita sfrenata improntata ad abusi ed eccessi a tutti i livelli (fedele fino in fondo al motto della maggior parte delle rock star dell'epoca, “sesso, droga & rock'n'roll”), si aggiunse nel 1980 il dolore per la figlia secondogenita, Heidi, morta in un incidente domestico all'età di due anni, cui fece seguito la crisi definitiva e lo scioglimento del primo matrimonio nel 1984.
Scioltasi provvisoriamente la band nel 1984, cominciò a lavorare ad un album solista che però non arrivò a completare né a pubblicare, anche se molti brani furono in seguito registrati insieme ai "nuovi" Status Quo e pubblicati soprattutto come lato B dei nuovi singoli. Ricostituita la band nel 1986, cominciò lentamente a risalire la china sotto il profilo personale risposandosi nel 1988, ma anche sforzandosi di superare la ormai cronica dipendenza da alcolici e stupefacenti.
Gli abusi e la vita sregolata cui per anni aveva sottoposto il suo fisico esplosero nel maggio del 1997 quando, colpito da un violento attacco cardiaco, corse seriamente il rischio di morire. Sottoposto d'urgenza a intervento chirurgico, gli venne impiantato un quadruplo by-pass al cuore, ma appena tre mesi dopo, riuscì a tornare in tournée con la band con una memorabile esibizione a Norwich.
Dopo aver pagato alla seconda moglie una buonuscita di tre milioni di sterline per il divorzio ed aver più volte giurato e ripetuto che la vita matrimoniale non faceva per lui e che mai si sarebbe di nuovo sposato, decise invece di convolare di nuovo a nozze nell'agosto del 2006, con l'istruttrice di fitness Lyndsay Whitburn, da lui presa in moglie in una cerimonia presso lo stretto di Gibilterra.
All'inizio del 2012, dopo tre decenni di separazione e litigi, gli Status Quo si ritrovarono nella formazione originale, con il ritorno di Alan Lancaster e John Coghlan, per le riprese di un documentario intitolato Hello Quo!. Accantonati definitivamente rancori ed acrimonie, gli Status Quo decisero di offrirsi ai propri fan con la storica formazione originale, dapprima in una mini-tournée di 9 date svolta nel marzo del 2013 nel Regno Unito, infine in un ultimo tour europeo nella primavera del 2014.
Negli ultimi anni di vita Parfitt, che ebbe quattro figli (due dai precedenti matrimoni e due da Lyndsay) si trasferì con la moglie Lyndsay a Marbella, in Spagna.
Nel giugno 2016, al termine di un concerto degli Status Quo in Turchia, venne nuovamente colpito da infarto. Rimase miracolosamente in vita, ma ebbe l'ordine tassativo dei medici di non esibirsi più dal vivo con la band. Gli Status Quo decisero comunque di rispettare gli obblighi contrattuali assunti e portarono a compimento il tour assumendo in sua sostituzione alla chitarra ritmica il giovane Richie Malone.
Ritiratosi dall'attività concertistica, cominciò a dedicarsi alla scrittura della sua autobiografia ed alla pubblicazione di un album da solista quando, il 24 dicembre 2016, all'età di 68 anni, perse la vita presso l'ospedale di Marbella in seguito ad una setticemia provocata dalle complicanze di un infortunio alla spalla. L'album di Parfitt venne completato anche grazie al contributo di alcuni grandi nomi del rock britannico come Brian May dei Queen e Chris Wolstenholme dei Muse. Intitolato Over and Out, venne pubblicato postumo nel marzo 2018 piazzandosi al terzo posto delle classifiche inglesi.

## Lo stile

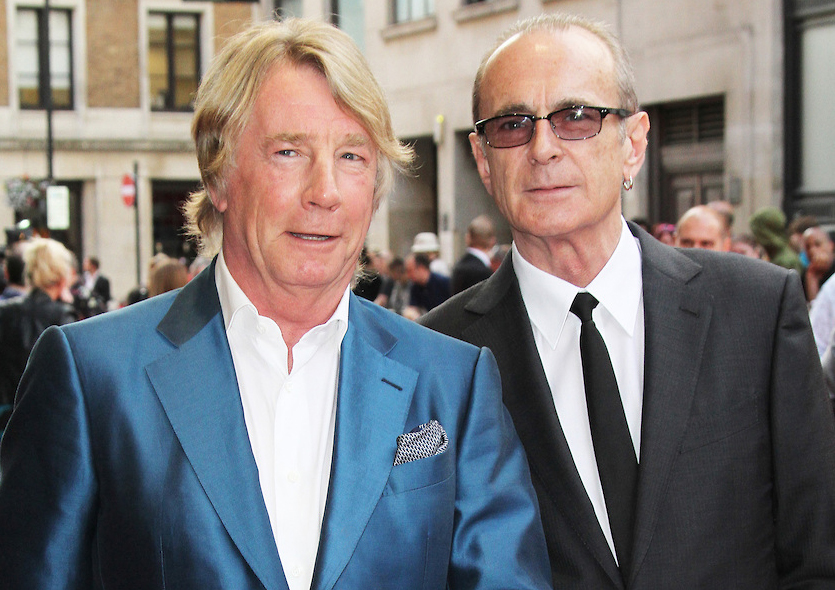
Parfitt, Rossi, 2013.

Una delle migliori chitarre ritmiche del rock inglese, Rick Parfitt costituì per quasi cinque decenni l'instancabile base sonora dell'hard rock degli Status Quo. Maestro nella linea dei tre accordi e nei tempi a levare in chiave blues, aveva uno stile deciso, potente e vigoroso e, insieme a Francis Rossi, riuscì a sviluppare quella tecnica ad incrocio che fu il vero marchio di fabbrica del sound della band.
Estroso e spregiudicato sul palco, era dotato di una voce calda e brillante e fu anche autore di alcuni tra i brani di maggior successo della band, quali Rain e Whatever You Want. Veri e propri modelli per “air guitar” erano le sue intro con Fender Telecaster a brani come Paper Plane, Caroline e Rockin' All Over the World.
Negli ultimi anni i media britannici lo definivano con l'appellativo di "The W.O.M.O.R.R.", sigla che stava per "The Wild Old Man Of Rock'n'Roll". Rick suonava in prevalenza una Fender Telecaster bianca del 1965, più volte restaurata e opportunamente riadattata e protetta con un ponte Badass e corde più robuste, grazie ai quali riusciva a colpirla vigorosamente e ripetutamente secondo il suo classico stile hard, senza rovinarla.

## Discografia

### Album in studio
- 2018 - Over and Out

### Con gli Status Quo
- 1968 - Picturesque Matchstickable Messages from the Status Quo
- 1969 - Spare Parts
- 1970 - Ma Kelly's Greasy Spoon
- 1971 - Dog of Two Head
- 1972 - Piledriver
- 1973 -Hello!
- 1974 - Quo
- 1975 - On the Level
- 1976 - Blue for You
- 1977 - Rockin' All Over the World
- 1978 - If You Can't Stand the Heat
- 1979 - Whatever You Want
- 1980 - Just Supposin' (1980) UK numero 4
- 1981 - Never Too Late
- 1982 - 1+9+8+2 = XX
- 1983 - Back to Back
- 1986 - In the Army Now
- 1988 - Ain't Complaining
- 1989 - Perfect Remedy
- 1991 - Rock 'Til You Drop
- 1994 - Thirsty Work
- 1996 - Don't Stop
- 1999 - Under the Influence
- 2000 - Famous in the Last Century
- 2002 - Heavy Traffic
- 2003 - Riffs
- 2005 - The Party Ain't Over Yet
- 2007 - In Search of the Fourth Chord
- 2011 - Quid Pro Quo
- 2013 - Bula Quo!
- 2014 - Aquostic (Stripped Bare)
- 2016 - Aquostic II - That's a Fact!

### Live con gli Status Quo
- 1977 - Live!
- 1984 - Live at the N.E.C.
- 1992 - Live Alive Quo
- 2006 - Just Doin' It! Live
- 2009 - Pictures - Live at Montreux 2009
- 2010 - Status Quo Live at the BBC
- 2013 - The Frantic Four Reunion 2013 - Live At Hammersmith Apollo
- 2014 - The Frantic Four's Final Fling - Live At The Dublin 02 Arena

### Raccolte con gli Status Quo
- 1982 - From the Makers of
- 1984 - 12 Gold Bars Vol. 2
- 1990 - Rocking All Over the Years
- 1997 - Whatever You Want - The Very Best of Status Quo
- 2001 - Rockers Rollin' - Quo in Time 1972-2000
- 2004 - XS All Areas - The Greatest Hits
- 2008 - Pictures: 40 Years of Hits

### Partecipazioni con altri artisti
- 1981 - Line-Up di Graham Bonnet
- 1984 - Strange Frontier
- 1984 - Do They Know It's Christmas?
- 1998 - Why Don't We Try Again
- 2000 - Rino's Revenge di John 'Rhino' Edwards